# België op het Junior Eurovisiesongfestival 2012
België nam deel aan het Junior Eurovisiesongfestival 2012 in Amsterdam, Nederland. Het was de 10de deelname van het land op het Junior Eurovisiesongfestival. De selectie verliep via het jaarlijkse Junior Eurosong. De VRT was verantwoordelijk voor de Belgische bijdrage voor de editie van 2012.

## Selectieprocedure
Op 4 januari 2012 gaf de VRT te kennen ook te zullen deelnemen aan de jubileumeditie van het Junior Eurovisiesongfestival. België is een van de weinige landen die tot op heden aan elke editie deelnamen.
Geïnteresseerden kregen tot 3 februari 2012 de tijd om zich kandidaat te stellen voor de Belgische preselectie. Junior Eurosong 2012 verliep niet volgens dezelfde formule als de voorbije jaren. Dit jaar waren er negen kandidaten. Deze kandidaten werden in groepjes van drie opgedeeld. Drie dagen lang werden er voorrondes georganiseerd. Telkens ging één kandidaat door naar de grote finale. Tijdens de finale op 6 oktober werd er bekendgemaakt wie gekwalificeerd was voor die finale. Naast de drie winnaars van de voorrondes, mocht er ook nog een wildcard deelnemen aan de finale. Deze werd uitgereikt door Ralf Mackenbach en Lauren De Ruyck, voor wie volgens hen de beste internationale act had. De wildcard ging uiteindelijk naar Jana. Mai-Li, de Lalaladies en Fabian wonnen hun voorrondes en mochten ook deelnemen aan de finale. 
De drie voorrondes en de finale worden gepresenteerd door Niels Destadsbader. Net als in de halve finales mocht het publiek via televoting bepalen wie de winnaar werd. Uiteindelijk koos België om Fabian met het nummer Abracadabra naar Amsterdam te sturen.
Dit jaar waren er ook drie coaches, die de kandidaten opleiden en helpen. Kathleen Aerts coachte Mai-Li, de Lalaladies en Laurens, Ronny Mosuse coachte Fabian, Jana en Guillaume & Lieselot en Brahim Attaeb was de coach van Lowie, Alicia & Mariam en Jens.

## Junior Eurosong 2012

### Halve finales
1 oktober 2012
| Volgorde | Artiest | Lied                    |
| -------- | ------- | ----------------------- |
| 1        | Jana    | 3, 2, 1 go!             |
| 2        | Mai-Li  | Zo vrolijk was ik nooit |
| 3        | Lowie   | Go go go                |

2 oktober 2012
| Volgorde | Artiest              | Lied              |
| -------- | -------------------- | ----------------- |
| 1        | Jens                 | Geloven in jezelf |
| 2        | Guillaume & Lieselot | Hart op het spel  |
| 3        | Lalaladies           | Ik ben verliefd   |

3 oktober 2012
| Volgorde | Artiest         | Lied                  |
| -------- | --------------- | --------------------- |
| 1        | Fabian          | Abracadabra           |
| 2        | Alicia & Mariam | Soulmates             |
| 3        | Laurens         | Ik wil de wereld zien |

### Finale
6 oktober 2012
| Volgorde | Artiest    | Lied                    |
| -------- | ---------- | ----------------------- |
| 1        | Fabian     | Abracadabra             |
| 2        | Jana       | 3, 2, 1, go             |
| 3        | Lalaladies | Ik ben verliefd         |
| 4        | Mai-Li     | Zo vrolijk was ik nooit |

## Discografie

### Albums
| Album met hitnotering(en) in de Vlaamse Ultratop 200 albums | Datum van verschijnen | Datum van binnenkomst | Hoogste positie | Aantal weken | Opmerkingen |
| ----------------------------------------------------------- | --------------------- | --------------------- | --------------- | ------------ | ----------- |
| Junior Eurosong 2012                                        | 31-08-2012            | 08-09-2012            | 3               | 11*          |             |

### Singles
| Single met hitnotering(en) in de Vlaamse Ultratop 50 | Datum van verschijnen | Datum van binnenkomst | Hoogste positie | Aantal weken | Opmerkingen |
| ---------------------------------------------------- | --------------------- | --------------------- | --------------- | ------------ | ----------- |
| Abracadabra                                          | 2012                  | 13-10-2012            | tip32           | -            | door Fabian |

## In Amsterdam
Op maandag 15 oktober werd er geloot voor de startvolgorde van het Junior Eurovisiesongfestival 2012. België trad als vierde van twaalf landen aan, na Azerbeidzjan en voor Rusland. Aan het einde van de puntentelling stond België op de vijfde plek, de tweede hoogste eindnotering ooit voor het land. De acht punten uit Nederland vormden het hoogste puntentaantal dat Fabian van een land kreeg.

### Gekregen punten
| 12 punten | 10 punten | 8 punten                                  | 7 punten                     | 6 punten            |
| --------- | --------- | ----------------------------------------- | ---------------------------- | ------------------- |
|           |           | - Nederland                               | - Zweden - Rusland - Albanië | - Israël - Moldavië |
| 5 punten  | 4 punten  | 3 punten                                  | 2 punten                     | 1 punt              |
| - Armenië | - Georgië | - Kinderjury - Wit-Rusland - Azerbeidzjan |                              | - Oekraïne          |

### Punten gegeven door België
Punten gegeven in de eerste halve finale:
| 12 punten | Oekraïne     |
| 10 punten | Nederland    |
| 8 punten  | Rusland      |
| 7 punten  | Armenië      |
| 6 punten  | Georgië      |
| 5 punten  | Zweden       |
| 4 punten  | Israël       |
| 3 punten  | Moldavië     |
| 2 punten  | Wit-Rusland  |
| 1 punt    | Azerbeidzjan |